# Pavlice
Pavlice é um município da Eslováquia, situado no distrito de Trnava, na região de Trnava. Tem 7,63 km² de área e sua população em 2019 foi estimada em 554 habitantes.

## Demografia
| Ano:        | 1994 | 2004   | 2014    | 2024   |
| ----------- | ---- | ------ | ------- | ------ |
| Broj ljudi: | 510  | 484    | 533     | 535    |
| Razlika:    |      | -5,09% | +10,12% | +0,37% |

| Ano:               | 2023 | 2024   |
| ------------------ | ---- | ------ |
| Número de pessoas: | 532  | 535    |
| Diferença:         |      | +0,56% |